# Lista de emissoras de televisão do Piauí
Esta é uma lista de emissoras de televisão do estado brasileiro do Piauí. São 12 emissoras concessionadas pela ANATEL. Pela lei, uma Retransmissora de Televisão (RTV) fora da Amazônia Legal pode gerar programação local limitada e não pode vender espaços comerciais (caso da TV Delta e TV Picos). As emissoras podem ser classificadas pelo nome, canal analógico, canal digital, cidade de concessão, sede, razão social, afiliação e prefixo.

## Canais abertos
| Nome                  | CA | CD      | Concessão | Sede     | Razão social                                                  | Afiliação                                     | Prefixo |
| --------------------- | -- | ------- | --------- | -------- | ------------------------------------------------------------- | --------------------------------------------- | ------- |
| Band Piauí            | —  | 5 (42)  | Parnaíba  | Teresina | Rádio e TV Schappo Ltda.                                      | Band                                          | ZYP 275 |
| TV Alvorada           | 6  | 25      | Floriano  | Floriano | Televisão Alvorada do Sul Ltda.                               | TV Globo                                      | ZYB 354 |
| TV Antares            | —  | 2 (24)  | Teresina  | Teresina | Fundação Rádio e Televisão Educativa do Piauí                 | TV Brasil .2 Rádio Antares                    | ZYB 352 |
| TV Antena 10          | —  | 10 (34) | Teresina  | Teresina | JET Radiodifusão Ltda.                                        | Record .2/.3 Antena 10 Educa                  | ZYB 353 |
| TV Assembleia         | —  | 17      | Teresina  | Teresina | Fundação Rádio e Televisão Deputado Humberto Reis da Silveira | TV Câmara                                     | ZYB 358 |
| TV Cidade Verde       | —  | 5 (28)  | Teresina  | Teresina | Televisão Pioneira Ltda.                                      | SBT .2 Rádio Cidade Verde .3 Rádio CV Mais    | ZYP 311 |
| TV Cidade Verde Picos | —  | 5 (16)  | Picos     | Picos    | Web Comunicação Ltda.                                         | SBT .2 Rádio Cidade Verde .3 Rádio CV Mais    | ZYB 360 |
| TV Clube              | —  | 4 (26)  | Teresina  | Teresina | TV Rádio Clube de Teresina S.A.                               | TV Globo .2 Aulas SEMEC .3 Aula em Minha Casa | ZYB 350 |
| TV Costa Norte        | —  | 4 (44)  | Parnaíba  | Parnaíba | Fundação 14 de Agosto                                         | TV Cultura                                    | ZYB 356 |
| TV Delta              | —  | 2 (26)  | Parnaíba  | Parnaíba | Fundação Rádio e Televisão Educativa do Piauí                 | TV Brasil .2 Rádio Antares                    | RTV     |
| TV Jornal             | —  | 20      | Teresina  | Teresina | Rádio e Televisão do Piauí Ltda.                              | TV Cultura                                    | ZYB 357 |
| TV Lupa 1             | —  | 8 (49)  | Teresina  | Teresina | Sinal Brasileiro de Comunicação Ltda.                         | TV A Crítica .2 Rádio Lupa 1 FM               | RTV     |
| TV Picos              | 13 | 25*     | Picos     | Picos    | Fundação Rádio e Televisão Educativa do Piauí                 | TV Brasil                                     | RTV     |

* - Em implantação